# Democràcia semidirecta
La democràcia semidirecta és en política, un tipus de democràcia que combina els mecanismes de la democràcia directa i el govern representatiu. En la democràcia semidirecta els representants administren la governança quotidiana, però els ciutadans segueixen sent sobirans, podent controlar els seus governs i les lleis mitjançant diferents formes d'acció popular: referèndum vinculant, iniciativa legislativa popular, revocatòria de mandat, plebiscits i consulta popular. Les dues primeres formes –referèndums i iniciatives– són exemples de legislació directa.